# Michael Marcos Keon

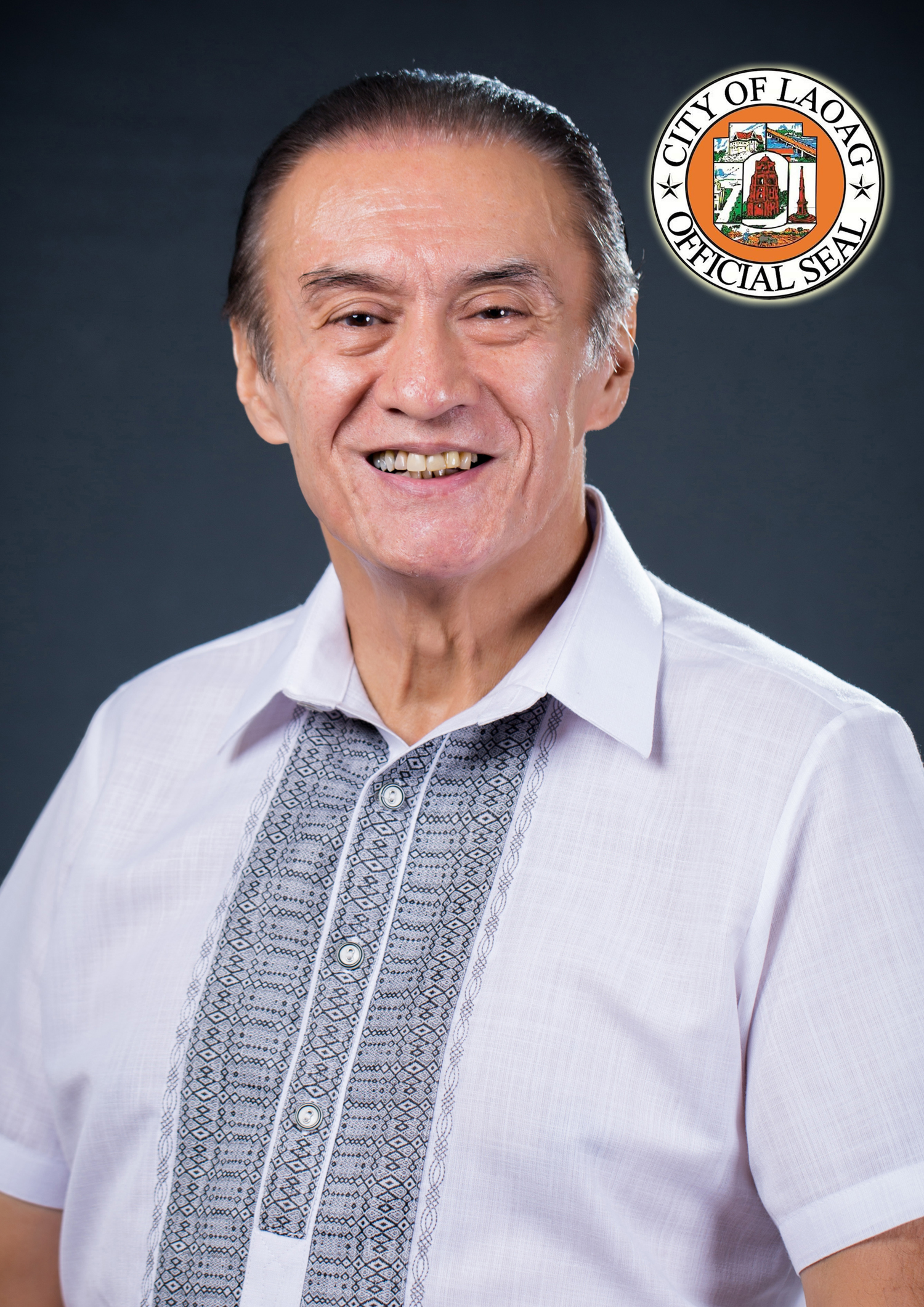
Michael Marcos Keon

Michael Marcos Keon (22 september 1954) is een Filipijns politicus. Keon is de zoon van Elizabeth Marcos-Keon, gouverneur van Ilocos Norte van 1971 tot 1983 en de neef van voormalig president Ferdinand Marcos.
Keon werd tijdens de verkiezingen van 2007 in navolging van zijn moeder gekozen als gouverneur van de provincie Ilocos Norte. Hij volgde daarmee Ferdinand Marcos jr. op. De zoon van Ferdinand Marcos was van 1998 tot 2007 gouverneur van de provincie.
Voordat Keon de politiek inging werkte hij in de sportsector. Tijdens het bewind van Marcos was hij directeur van het Gintong Alay-programma. Dit project ging op 31 oktober 1979 van start en was bedoeld om het succes van de Filipijnse sport te bevorderen en om uiteindelijk gouden medailles te behalen op internationale evenementen.